# Míster Gay Europa 2007
| 2005-Oslo 2006-Ámsterdam 2007-Budapest 2008-Budapest | 2009-Oslo 2010-Ginebra 2011-Braşov 2012-Roma | 2013-Praga 2014-Viena 2015-No celebrado 2016-Oppdal |

Míster Gay Europa 2007 fue el 3º certamen de belleza gay en Europa y se celebró el 1 de agosto de 2007 en Budapest, Hungría. Participaron 23 concursantes de otras tantas naciones europeas. El alemán Jackson Netto se proclamó vencedor, llevando así la corona para Alemania.

## Participantes
| País                            | Delegado                  | Edad | Altura | Ciudad            | Ocupación                                      |
| ------------------------------- | ------------------------- | ---- | ------ | ----------------- | ---------------------------------------------- |
| Azerbaiyán                      | Sadikh Ragimov            | 19   | 169    | Bakú              | Estudiante                                     |
| Bélgica                         | Jens Taghon               | 19   | 178    | Koekelare         | Asistente de Ventas                            |
| Bulgaria                        | Ivo Krustev               | 29   | 181    | Sofía             | Bailarín                                       |
| Dinamarca                       | Mikkel Svarre             | 30   | 177    | Copenhague        | Profesor                                       |
| Francia                         | Yorie Bailleres           | 23   | 173    | París             | DJ                                             |
| España / Gran Canaria           | Leonardo Luíz Murilo      | 19   | 180    | Maspalomas        | Promotor de personal                           |
| Alemania                        | Jackson Netto             | 25   | 177    | Stuttgart         | Estudiante                                     |
| Hungría                         | Deam Ladányi              | 24   | 173    | Budapest          | Gerente de Comunicaciones                      |
| Irlanda                         | John Rice                 | 23   | 182    | Belfast           | Supervisor de restaurante                      |
| Israel                          | Shachar Eyal              | 25   | 173    | Haifa             | Camarero                                       |
| Italia                          | Diego Gerolimi            | 23   | 187    | Bolonia           | Estudiante                                     |
| Noruega / Laponia               | Thor-Kjetil Sundbakk      | 29   | 165    | Kirkenes          | Enfermero                                      |
| Macedonia del Norte             | Kiko -                    | 21   | 178    | Skopie            | Farmacéutico                                   |
| Moldavia                        | Eugeniu -                 | 24   | 180    | Chisináu          | Diseñador de ropa y corresponsal de televisión |
| Países Bajos                    | Stefan Onland             | 19   | 185    | Enschede          | Trabajador social                              |
| Reino Unido / Irlanda del Norte | Mikey Robinson            | 21   | 174    | Dublín            | Ejecutivo de comunicaciones                    |
| Noruega                         | Marius Svela              | 20   | 186    | Randaberg         | Soldado                                        |
| Polonia                         | Przemysław Rogacki        | 22   | 182    | Legnica           | Chef                                           |
| Portugal                        | José Marques              | 23   | 170    | Oporto            | Experto en telecomunicaciones                  |
| Rumania                         | Emanuel -                 | 25   | 175    | Bucarest          | Estudiante                                     |
| Eslovenia                       | Lev Dermota               | 24   | 190    | Liubliana         | Estudiante                                     |
| España                          | José Luís Fuster Genovart | 24   | 180    | Palma de Mallorca | Representante de ventas                        |
| Reino Unido                     | Mark Carter               | 24   | 181    | Bradford          | Oficial de policía                             |

## Finalistas
| Países finalistas |
| ----------------- |
| Alemania          |
| Reino Unido       |
| Irlanda           |